# Brünek József
Brünek József (Marosportus, 1793. – Pest, 1864. december 27.) gróf Károlyi István uradalmi főtisztje.

## Élete
Atyja sótiszt volt. A gimnáziumot Gyulafehérváron kezdte, Aradon folytatta, és Szegeden fejezte be. A mezőgazdasági pályára a keszthelyi Georgiconban képezte magát, és 1814-től kezdve a gróf Károlyi-család uradalmaiban dolgozott; a három gróf Károlyi megosztozkodása után Károlyi István gróf összes uradalmainak irányításával bízták meg. 1842-ben nyugalomba vonult, és Soroksáron telepedett le. A szabadságharc után pénzügyi tanácsossá nevezték ki, e hivataláról 1852-ben leköszönt, és ismét nyugalomban saját gazdaságának és a közügynek szentelte életét. A Szent-István-társulatnak választmányi tagja volt.

## Munkái
- Beszéd, mely, mint a középponti gazdasági egyesület részéről kiküldött tag által az Aradmegyében czélba vett fiók gazdasági egyesület alakítására aug. 19. 1845-ben tartott gyülekezet alkalmával mondatott. Arad, 1845.
- Robot és dézma. Pest, 1846.

Gazdasági cikkei a Magyar Gazdában (1845. 1847–48.), a Gazdasági Lapokban (1850–51.) és a Vasárnapi Ujságban (1856.) jelentek meg. A politikai lapokba konzervatív szellemű cikkeket írt.